# José Manuel Lorca Planes
José Manuel Lorca Planes (ur. 18 października 1949 w Espinardo) – hiszpański duchowny katolicki, biskup Kartageny od 2009.

## Życiorys

### Prezbiterat
Święcenia kapłańskie otrzymał 29 czerwca 1975 i został inkardynowany do diecezji Kartageny. Po święceniach został wikariuszem w Totana, zaś w latach 1980-1985 piastował urząd sekretarza biskupiego oraz diecezjalnego duszpasterza dziecięcej sekcji Akcji Katolickiej. W 1984 objął funkcję rektora diecezjalnego seminarium, a w 1989 został wyznaczony na wikariusza biskupiego dla rejonu Lorca. Od 1999 wikariusz generalny diecezji i jednocześnie proboszcz parafii w Murcji.

### Episkopat
15 stycznia 2004 papież Jan Paweł II mianował go biskupem ordynariuszem diecezji Teruel i Albarracín. Sakry biskupiej udzielił mu ówczesny nuncjusz w Hiszpanii - abp Manuel Monteiro de Castro.
18 lipca 2009 został przeniesiony do diecezji Kartagena, zaś 1 sierpnia 2009 kanonicznie objął urząd.